# Campeonato Potiguar de Futebol de 2023 - Segunda Divisão
O Campeonato Potiguar de Futebol - Segunda Divisão de 2023 é a 27ª edição do campeonato estadual de futebol da 2ª divisão do Rio Grande do Norte. O torneio é organizado anualmente pela FNF e conta com a participação de seis equipes. O campeonato se deu início em 1 de outubro e tem previsão de encerrar em 19 de novembro. Inicialmente, a competição seria disputada por sete equipes, porém o Visão Celeste anunciou a desistência de disputar a competição.

## Regulamento
A competição somente contará com uma única fase, sendo disputada por seis equipes. Essas equipes jogarão entre si em jogos de ida e volta. Ao final da competição, o clube que somar mais pontos será declarado o campeão da competição e garantirá o acesso para a Primeira Divisão em 2024.

### Critérios de desempate
Serão observados os seguintes critérios no caso de empate no número de pontos ganhos entre duas equipes ou mais:
1. Maior número de vitórias;
2. Confronto direto;
3. Maior saldo de gols;
4. Maior número de gols pró;
5. Menor número de cartões vermelhos recebidos;
6. Menor número de cartões amarelos recebidos;
7. Sorteio público na sede da FNF.

## Classificação
| Pos | Equipe     | Pts | J  | V | E | D  | GP | GC | SG  |                                       |
| --- | ---------- | --- | -- | - | - | -- | -- | -- | --- | ------------------------------------- |
| 1   | Baraúnas   | 18  | 10 | 6 | 0 | 4  | 31 | 10 | +21 | Campeão e promovido à Série A de 2024 |
| 2   | Parnamirim | 16  | 10 | 5 | 1 | 4  | 22 | 23 | −1  |                                       |
| 3   | Alecrim    | 16  | 10 | 5 | 1 | 4  | 14 | 15 | −1  |                                       |
| 4   | Laguna     | 14  | 10 | 4 | 2 | 4  | 17 | 13 | +4  |                                       |
| 5   | Riachuelo  | 0   | 10 | 0 | 0 | 10 | 3  | 44 | −41 |                                       |
| 6   | Mossoró    | 0   | 10 | 8 | 0 | 2  | 23 | 5  | +18 |                                       |

1. ↑  O Mossoró foi desclassificado por irregularidade no registro do clube. O estatuto do Mossoró, atualizado em 2013, prevê que o clube possui caráter amador. [5]

### Confrontos
| Mandante \ Visitante | ALE | BAR | LAG | MOS | PRN | RIA |
| -------------------- | --- | --- | --- | --- | --- | --- |
| Alecrim              | —   | 1–3 | 1–1 | 1–0 | 3–2 | 3–0 |
| Baraúnas             | 1–2 | —   | 2–1 | 1–2 | 5–0 | 4–0 |
| Laguna               | 2–1 | 2–1 | —   | 0–2 | 2–3 | 2–0 |
| Mossoró              | 4–0 | 2–0 | 2–1 | —   | 4–1 | 1–0 |
| Parnamirim           | 2–0 | 0–5 | 1–1 | 1–0 | —   | 7–3 |
| Riachuelo            | 0–2 | 0–9 | 0–5 | 0–6 | 0–5 | —   |

## Desempenho por rodada
| Rodada ↓ | ALE | BAR | LAG | MOS | PRN | RIA |
| -------- | --- | --- | --- | --- | --- | --- |
| 1ª       | 4   | 1   | 3   | 2   | 5   | 6   |
| 2ª       | 3   | 1   | 2   | 4   | 5   | 6   |
| 3ª       | 3   | 2   | 1   | 4   | 5   | 6   |
| 4ª       | 2   | 4   | 1   | 3   | 5   | 6   |
| 5ª       | 4   | 2   | 3   | 1   | 5   | 6   |
| 6ª       | 4   | 2   | 3   | 1   | 5   | 6   |
| 7ª       | 4   | 2   | 3   | 1   | 5   | 6   |
| 8ª       | 5   | 2   | 3   | 1   | 4   | 6   |
| 9ª       | 4   | 2   | 3   | 1   | 5   | 6   |
| 10ª      | 4   | 2   | 5   | 1   | 3   | 6   |
| Rodada ↑ | ALE | BAR | LAG | MOS | PRN | RIA |

     Campeão e promovido à Primeira Divisão de 2024

## Premiação
| Campeonato Potiguar 2023 Segunda Divisão |
| Rio Grande do Norte                      |
| ---------------------------------------- |
| Baraúnas Campeão (1.º título)            |